# Thranduil
Thranduil es un personaje del mundo fantástico creado por J. R. R. Tolkien. Es un elfo de raza de los Sindar, hijo de Oropher y padre de Legolas. Era el Rey de los elfos silvanos del Bosque Negro desde finales de la Segunda Edad del Sol. Es el Rey Elfo de la novela El Hobbit, aunque Tolkien no mencione su nombre en ella de forma explícita.

## Primera Edad
Aunque no hay referencia explícita acerca de ello en la obra de Tolkien, es muy probable que Thranduil naciera en el reino de Doriath, en Menegroth, pues era este el bastión de los elfos Sindar en Beleriand. Además, su padre Oropher era pariente de Celeborn, quien a su vez era pariente de Thingol. Una gran prueba que sustentaría esta teoría sería el que Thranduil, al detectar la presencia de Sauron en el sur del Bosque Negro, construiría una fortaleza subterránea en el norte del bosque, emulando las cavernas de Menegroth, claro que a una escala mucho menor, partiendo del hecho que no contaba con la ayuda de los hábiles cavadores Nogrod con los que contó Thingol en la Primera edad.
“(…)excavó, bajo una arbolada colina cuyas laderas eran bañadas por el río y quizás a imagen de Menegroth; “(…)una fortaleza y amplias estancias subterráneas…” 
Su nacimiento en Menegroth podría justificar su gran prevención y desconfianza hacia los enanos, pues probablemente habría luchado contra las huestes Nogrod en la ruina de Doriath.

## Viajes
Tras la segunda y definitiva caída de Doriath a manos de los hijos de Fëanor, es probable que junto con los Sindar restantes y los supervivientes de la caída de Gondolin, Thranduil marchara a la isla de Balar  y posteriormente a Ost-in-Edhil hasta su caída en 1967 SE.
Las primeras referencias que encontramos a Thranduil en la obra de Tolkien datan de comienzos de la Segunda Edad del Sol cuando, al ser destruido el subcontinente de Beleriand, los elfos que desearon quedarse tras la Guerra de la Cólera emigraron hacia el este, Thranduil entre ellos.
En el bosque de Lothlórien se estableció una importante población de elfos procedentes de dicha migración. Estaban formados por una amalgama de Noldor, Nandor y Sindar, mayoritariamente estos últimos, que eran liderados por Oropher, el padre de Thranduil.
Oropher y Celeborn, parientes, tenían diferencias que terminaron por provocar la marcha del primero fuera de Lórien, junto con un grupo de sindar fieles. Estos se encaminaron hacia el norte, adentrándose en el Bosque Verde y mezclándose con los elfos silvanos, descendientes de los avari, y del que Oropher se convertiría en rey. “(...) Oropher ... se había retirado hacia el norte, más allá de los Campos Gladios. Esto hizo para librarse del poder y la intrusión de los enanos de Moria ... y también le ofendían las intrusiones de Celeborn y Galadriel de Lórien. ...”

## Guerra de la Última Alianza y ascenso al trono
Al término de la Segunda Edad se produce la guerra de la Última Alianza. Cuando Oropher y Amdír/Malgalad de Lorien se enteraron de la alianza, aún sin ser convocados acudieron con sus valientes pero mal equipadas huestes silvanas.(...)“Los Elfos silvanos eran osados y valientes, pero estaban mal equipados en armaduras y armas, comparados con los Elfos del oeste; también eran independientes, y no estaban dispuestos a someterse al mando supremo de Gil-galad.” 
Amdir murió en la batalla de Dagorlad “(...) Malgalad y más de la mitad de los suyos perecieron en la gran batalla de Dagorlad, habiendo quedado separados de grueso del ejército y empujados hacia la Ciénaga de los Muertos. ...”. Probablemente cegado por la ira, y desobedeciendo las órdenes de Gil-Galad, Oropher atacó Barad-Dur con sus guerreros de élite, tal vez creyendo que las fuerzas de Sauron estaban más débiles de lo que en realidad lo estaban después de Dagorlad. Este error le costó la vida al rey elfo, al igual que a una gran cantidad de elfos silvanos. "(...) Oropher murió en el primer ataque a Mordor, avanzando a la cabeza de sus más bravos guerreros, antes de que Gil-Galad alcanzara a dar la señal de ataque. ..." 
Thranduil tomó el mando de las fuerzas silvanas restantes en el ataque final a Barad-Dur, y posteriormente ascendería al trono, perdiendo varios años en llevar la normalidad a su reino. Era el 3434 SE y ésta estaba a punto de terminar. “Thranduil su hijo sobrevivió, pero cuando la guerra terminó ... volvió a su patria sólo con la tercera parte del ejército que había partido a la guerra.”

## Reinado
El reinado de Thranduil tiene lugar principalmente en la Tercera Edad.
Los primeros hechos relevantes se producen sobre el año 1050 TE, cuando se detecta la presencia de un nigromante al sur del Bosque Verde. El reino de Thranduil se empieza a empequeñecer y a llenar de criaturas malignas que él consigue mantener a raya. Finalmente el nigromante resulta ser Sauron, y un ataque rápido dirigido por el Concilio Blanco consigue ponerlo en fuga durante algunos siglos. El Bosque Verde ya pasó a llamarse Bosque Negro.
Dos milenios más tarde, Thranduil aparece de nuevo en las historias recogidas por Tolkien, cuando Bilbo Bolsón y sus compañeros Enanos atraviesan sus dominios. Thranduil retiene a estos extraños, pues su recelo hacia el exterior le parecía la mejor defensa de su reino. Después tendría lugar la Batalla de los Cinco Ejércitos, en la que Thranduil participaría con un ejército de elfos.
Durante la Guerra del Anillo, Thranduil actuó directamente ya que luchó junto a los Enanos y los Hombres de la Ciudad de Valle en la Batalla de la Ciudad del Valle. También y de modo indirecto tuvo parte en la destrucción del anillo pues envió a su hijo Legolas Hojaverde, al Concilio de Elrond siendo nombrado en el mismo parte de lo que se llamaría la Comunidad del Anillo.
Se ignora si Thranduil abandonó la Tierra Media en algún momento de la Cuarta Edad, pero es el único de los grandes señores élficos del cual esto no se afirma en los libros de Tolkien.

## Representación en las adaptaciones
En la trilogía cinematográfica de El hobbit producida y dirigida por Peter Jackson, el actor estadounidense Lee Pace interpreta al rey Thranduil. En la primera película de la trilogía (El hobbit: un viaje inesperado, 2012) aparece brevemente en el prólogo, en Erebor mostrando reverencia al rey Thrór tras el hallazgo de la Piedra del Arca; y más tarde se lo ve cuando Smaug ataca Erebor, acudiendo a la montaña encabezando, a lomos de un gran alce (¿Megaloceros giganteus?), un ejército de elfos. Al ver que los enanos han huido decide dar media vuelta y no presentar batalla contra el dragón, lo que resulta en un acérrimo odio de Thorin hacia los elfos.
La versión extendida de la primera película alarga la estancia de Thranduil en Erebor durante el prólogo. El rey Thrór ordenó a un Enano exhibirle un cofre lleno de gemas brillantes, pero al acercarse más Thranduil para contemplar las gemas, el Enano, respondiendo a una señal de Thrór, le cierra el cofre en su cara, ofendiendo al Rey Elfo en una actitud que Thorin reprueba.
Es el narrador del tráiler internacional de la segunda parte de la trilogía (El hobbit: la desolación de Smaug, 2013), lanzado el 11 de junio de 2013. En este, se muestra su encuentro con Thorin tras capturar a los enanos que erraban por el Bosque Negro. En la información que se ha dado, Thranduil aparece retratado como un rey muy conservador, ajeno a todo lo que concierne a las afueras del Bosque Negro y ambicioso de riquezas, es menos sabio y más arrogante que otros reyes élficos, y más reacio a los Enanos desde que lo traicionaron.[cita requerida]